# Aleksandr Porfir'evič Borodin
Aleksandr Porfir'evič Borodin (in russo Алекса́ндр Порфи́рьевич Бороди́н?; San Pietroburgo, 12 novembre 1833 – San Pietroburgo, 27 febbraio 1887) è stato un compositore e chimico russo.
Come medico e chimico di professione Borodin ha dato notevoli contributi in campo scientifico, in particolare nella chimica organica; tuttavia egli è molto più noto come compositore, anche se alla musica dedicava il tempo lasciatogli libero dalla professione. Ha lasciato sinfonie, quartetti d'archi e i suoi lavori più noti, l'opera Il principe Igor' e gli schizzi sinfonici Nelle steppe dell'Asia centrale.

## Biografia

### Infanzia e giovinezza
Era figlio naturale del principe georgiano Luka Stepanovič Gedianov, un luogotenente in pensione dell'esercito russo che faceva risalire la sua origine alla casa regnante dei Gedevanišvili dell'ex regno georgiano di Imeretia.
La madre di Aleksandr, Evdokija Konstantinovna Antonova, ventiquattrenne, donna di notevole bellezza e intelligenza, era l'amante del principe che, essendo già sposato, diede ordine di registrare il fanciullo come legittimo figlio del suo servo di casa Porfirij Ionivič Borodin. In tale modo Aleksandr risultò servo della gleba, proprietà del vero padre. Tuttavia, poco prima della morte, Luka, per assicurargli un futuro, lo riconobbe in qualità di proprio figlio naturale.
Borodin crebbe con sua madre in un piccolo villaggio a pochi chilometri a sud di San Pietroburgo in un ambiente familiare abbastanza agiato. Significativo fu il contributo del padre che, facendo sposare Evdokija con un medico militare in pensione, assicurò loro una condizione economica stabile. La madre, da lui chiamata “zietta”, si dedicò energicamente all'educazione ed istruzione del figlio che si distinse sin da piccolo per la sua straordinaria diligenza e memoria, mostrando al contempo i primi segni del talento musicale.
All'età di nove anni imparò diverse lingue (come il tedesco, il francese, l'italiano e l'inglese) e iniziò a suonare da autodidatta il pianoforte, il flauto e il violoncello dando vita così alla sua prima composizione, Pol'ka in Re minore. Parallelamente all'inclinazione verso la musica, si profilò in Aleksandr la passione per gli esperimenti chimici, che cominciarono con la fabbricazione di fuochi d'artificio ed altri divertimenti.
Nel 1850, poco più che sedicenne, indotto dalla madre, si iscrisse all'Accademia Medico-chirurgica di San Pietroburgo, dove ebbe modo di avvicinarsi sempre più alla chimica: ascoltava le brillanti lezioni di Nikolaj Nikolaevič Zinin e ben presto divenne suo assistente nelle ricerche scientifiche.
Terminò gli studi nel 1856 col massimo dei voti discutendo la tesi dal titolo Sull'analogia dell'acido arsenico con il fosfatico nella loro azione sull'organismo umano e il giorno 25 marzo del medesimo anno prese servizio presso il II Ospedale Militare di Fanteria, in qualità di Medico-assistente; durante questo periodo incontrò per la prima volta il compositore Modest Musorgskij che aveva l'incarico di ufficiale di guardia e con l'occasione, discutendo di musica, diventarono amici.
L'esercizio della professione medica gli provocò non pochi momenti sgradevoli: un giorno dovette estrarre un osso inghiottito da un cocchiere ma, durante l'operazione, lo strumento arrugginito con cui operava si spezzò nella gola del paziente. Senza perdersi d'animo, il giovane Borodin, dopo alcuni tentativi non riusciti, tirò fuori sia l'osso, sia il resto delle pinze. Un altro episodio particolarmente grave risale al primo anno di servizio ordinario, quando gli capitò di estrarre delle schegge dalle schiene di alcuni servi della gleba, passati tra le righe dell'esercito: Borodin perse i sensi ben tre volte.
Durante gli anni di servizio presso l'ospedale, Aleksandr condusse le sue prime ricerche in campo chimico, i cui risultati furono enunciati durante la seduta del Reparto Fisico-matematico presso l'accademia Russa delle Scienze. Nel 1857 Borodin compì il suo primo viaggio all'estero: si trattò di una trasferta in qualità di medico, come accompagnatore dell'oculista di corte Ivan Ivanovič Kabat, al congresso internazionale di oftalmologia tenutosi a Bruxelles

### I viaggi all'estero (1859 - 1863)
Nell'ottobre del 1859 Aleksandr partì per l'estero con il mandato dell'Accademia Medico-chirurgica per un perfezionamento nel campo scientifico. Promotore di questa trasferta fu N.N.Zinin, suo docente, il quale insistette sul suo viaggio affinché egli fosse pronto, al suo ritorno, ad occupare il posto di professore aggiunto in Accademia per la cattedra di Chimica. Tra le numerose città da lui visitate si ricordano Heidelberg in Germania, Parigi, Napoli e Pisa. Nella cittadina tedesca collaborò con diverse personalità illustri in campo chimico quali Robert Bunsen, Mendeleev, Ivan Michajlovič Sečenov e il francese Charles-Adolphe Wurtz. Durante il soggiorno in Italia ebbe l'occasione di ascoltare la Norma e Beatrice di Tenda di Vincenzo Bellini.
Durante l'anno accademico 1860-1861 gli eventi significativi furono: la pubblicazione di un articolo sul benzene, la partecipazione al convegno internazionale dei chimici a Karlsruhe e la costituzione a Heidelberg della Società di Chimica.
In occasione del viaggio da Heidelberg a Baden-Baden, fece conoscenza con Ekaterina Sergeevna Protopopova, pianista di grande talento allora affetta da una lieve forma di tubercolosi. I due si fidanzarono e dal loro matrimonio, avvenuto nel 1863, nacquero tre figlie
Durante il soggiorno a Pisa, ove si recò per accompagnare Ekaterina (che necessitava di cure climatiche per migliorare le condizioni di salute), compì la visita ufficiale ai due famosi chimici pisani De Luca e Tassinari, nei cui laboratori Aleksandr poté approfondire le sue ricerche. Il frutto dei suoi progressi fu costituito dalle tre pubblicazioni che comparvero sulla rivista Il Nuovo Cimento nell'anno 1862. Rientrato a San Pietroburgo nel 1862, fu nominato professore aggiunto presso l'Accademia, cominciando a tenere lezioni di chimica organica.
Negli stessi anni Borodin portava avanti gli studi musicali, dimostrando le sue qualità in diversi concerti, come esecutore e compositore. Determinante fu l'incontro con Balakirev, musicista esperto e maturo; l'adesione al suo circolo permise a Borodin di scoprire la propria vocazione artistica e gli consentì di intraprendere la missione di creare in Russia una cultura musicale nazionale al riparo dalle influenze occidentali

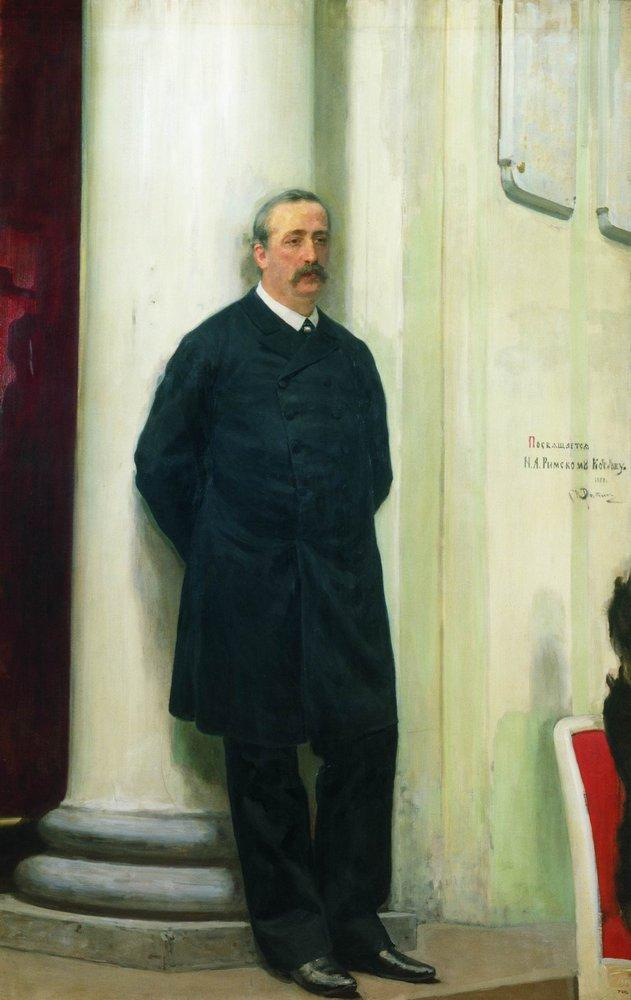
Borodin ritratto da Il'ja Efimovič Repin, 1888

### 1863 - 1869
Gli anni successivi al rientro dall'estero e al conseguimento del professorato presso l'Accademia rappresentarono un periodo di vita serena, felice e feconda. Durante i mesi autunnali e invernali Borodin risiedeva a San Pietroburgo con la moglie (fino a quando Ekaterina non fu costretta a restare a Mosca per motivi di salute): poteva così dedicarsi all'insegnamento della chimica e al lavoro di ricerca scientifica. Nel periodo estivo, essendo le lezioni sospese, riusciva a trovare il tempo per occuparsi seriamente di musica lavorando alle proprie composizioni.

### Gli anni Settanta
In questi anni Borodin continuava energicamente a portare avanti il lavoro di ricerca nel campo della chimica e nell'autunno del 1872, alla molteplice attività che già riempiva abbastanza la sua vita, si aggiunse un nuovo impegno: vennero fondati i primi corsi superiori femminili di medicina in Russia, denominati Corso delle levatrici istruite, contribuendo in tal modo a dare un colpo importante nel minare il pregiudizio di chi si opponeva al lavoro femminile qualificato. Inizialmente furono ospitati nel palazzo dell'accademia medico-chirurgica e Borodin sin dall'inizio vi insegnò chimica, prendendo parte alla loro organizzazione ed allestimento, oltre a fornire un aiuto finanziario alle uditrici meno abbienti. Questi corsi sopravvissero fino al 1885, quando le forze reazionarie scatenatesi durante il regno di Aleksandr III ne causarono la liquidazione.
Nel 1873, Borodin, in qualità di rappresentante dell'Accademia Medico-chirurgica, partì per Kazan' dove partecipò al convegno dei medici naturalisti venendo anche eletto membro del Comitato Direttivo. Quindi prese parte attiva ai lavori della sezione chimica, dove fece sette interventi sul lavoro svolto nel proprio laboratorio; altri contributi riguardarono il problema dell'istruzione superiore delle donne e la fondazione di un osservatorio magnetico presso Kazan'.
La vita di Borodin fu piuttosto caotica e concitata: doveva sempre lottare contro la mancanza di tempo, correndo dal laboratorio per gli esperimenti chimici al pianoforte per comporre. Spesso non riusciva a completare i suoi lavori musicali per le date stabilite e doveva ricorrere all'aiuto di qualcuno dei suoi amici compositori. Di questo periodo (1870) è la nascita della sua composizione più importante, l'opera teatrale Il principe Igor' (ispirato al Canto della schiera di Igor') ma la sua realizzazione fu molto lunga e laboriosa. Borodin passò ben diciassette anni a lavorare alla stesura di quest'opera, che oltretutto rimase incompiuta e molto frammentaria.

### Gli ultimi anni
Verso il 1880 per Borodin fu sempre più difficoltoso trovare il tempo per comporre, anche perché molte delle sue attenzioni andavano alla moglie la cui salute peggiorava sempre più; inoltre i suoi impegni all'Accademia Medico-Chirurgica diventavano sempre più onerosi. Tutto questo fece sì che dopo il 1881 non riuscì più a scrivere nulla di veramente significativo; all'inizio del 1880 aveva ancora composto una breve pagina orchestrale, V sredney Azii,  commissionata per una serie di dodici "tableaux vivantes" in onore di Alessandro II. In seguito lavorò ancora a brevi riprese a Il Principe Igor' e iniziò una nuova sinfonia in La minore, destinata a rimanere incompleta.
Verso la fine della sua vita Borodin soffrì più volte per le conseguenze di un'infezione di colera e per complicazioni cardiache. Il 27 febbraio 1887 partecipò ad un ballo della sua accademia, e mentre danzava abbigliato con un costume da contadino, durante la festa, cadde a terra e morì improvvisamente a causa di un infarto. Venne sepolto nel Cimitero Tichvin del Monastero di Aleksandr Nevskij, a San Pietroburgo vicino alle tombe di Musorgskij e Dargomyžskij. La moglie Ekaterina gli sopravvisse per circa sei mesi.
Furono gli amici Aleksandr Glazunov e Nikolaj Rimskij-Korsakov a riordinare e soprattutto a completare di loro mano tutto il materiale dell'opera, e a far sì che nel 1890 Il principe Igor' andasse in scena. L'opera ebbe un tale successo che, dopo soli dieci anni dalla scomparsa del suo autore, i diritti raggiunsero la cifra di cinquantamila rubli che vennero interamente devoluti per una borsa di studio del Conservatorio di San Pietroburgo.

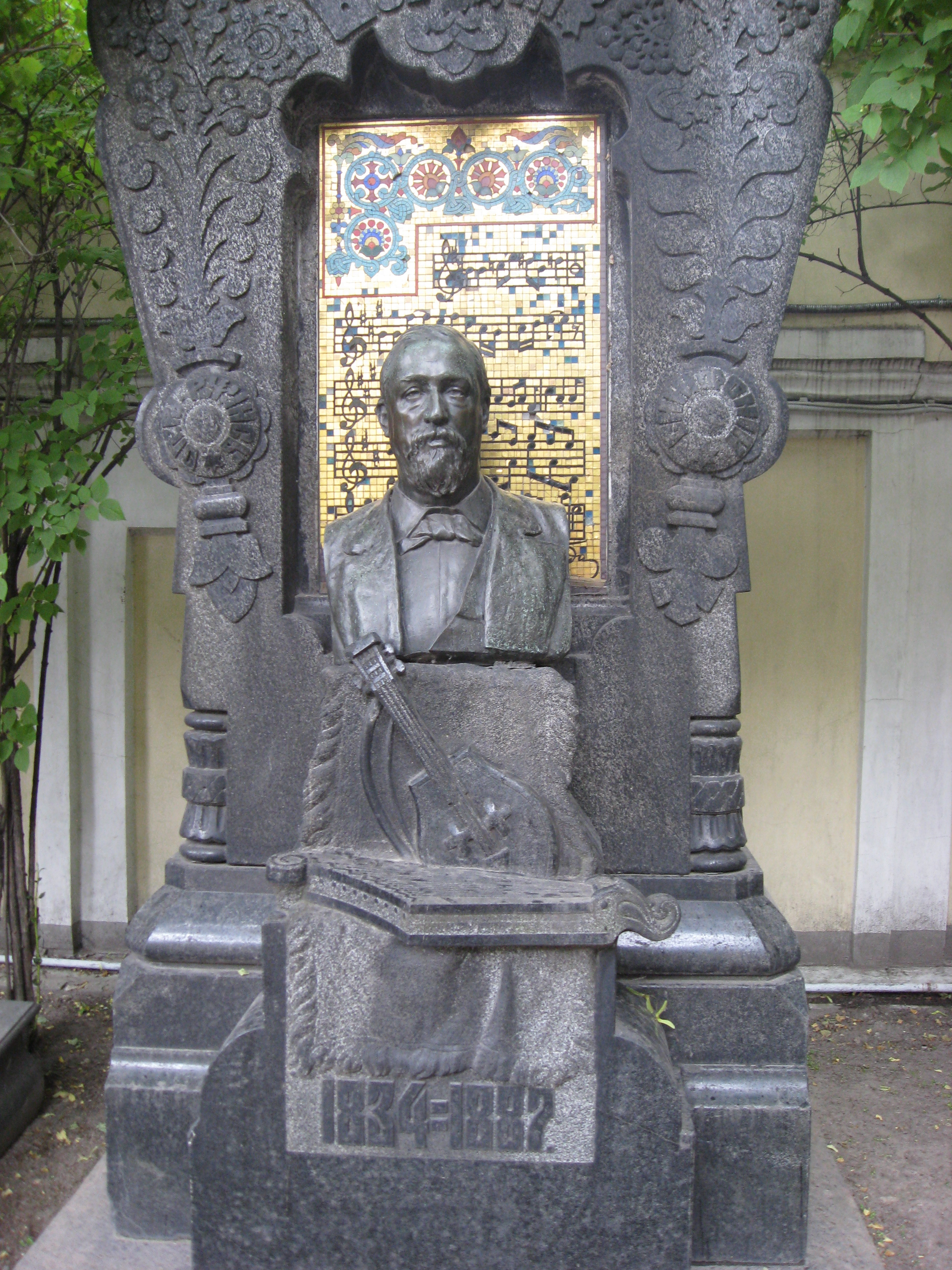
Tomba di Borodin nel Cimitero Tichvin di San Pietroburgo

## Personalità
Borodin visse durante la fase iniziale del movimento di massa nell'"epoca delle riforme". La tendenza del tempo a coltivare le scienze esatte ed affermare l'autonomia nazionale della scienza russa, completò la formazione della personalità di Aleksandr quale rappresentante progressista degli anni '60.Con tutto ciò, l'impegno per l'attività scientifica e quella creativa e le peculiarità del suo carattere, lo resero un uomo lontano dalla politica attiva anche se interessato alla vita pubblica e sociale, sempre disposto a compiere ciò che egli considerava proprio dovere patrio. Con altrettanto impegno patriottico svolse l'attività di musicista e compositore, pedagogo, medico e scienziato-chimico, per lo sviluppo di una scienza nazionale. Si distinse, inoltre, nel suo rapporto con la lingua russa: egli è l'unico autore del testo dell'opera Il principe Igor', considerato uno dei migliori libretti operistici russi, e scrisse numerosi testi poetici delle sue romanze. Infine, la ricchezza del suo stile epistolare, confermata dalla grande quantità di brutte copie delle sue lettere scoperte da S.A.Dianin, è la conferma di un lavoro paziente e responsabile e l'espressione di un'etica ed una cultura interiore peculiari a quest'uomo sensibile e, secondo le fonti, piuttosto generoso con il prossimo.

## Attività scientifica
Nel 1850 iniziò il suo percorso di studi presso l'Accademia militare di medicina e chirurgia di San Pietroburgo, dove presto scoprì la sua passione per la chimica sperimentale che gli sarebbe durata per tutta la vita. Nella sua tesi di dottorato si occupò delle ricerche sulle proprietà chimiche e tossicologiche delle anidridi fosforiche e arseniche.
Dopo il dottorato fu per un anno chirurgo in un ospedale militare, in seguito lasciò la Russia per continuare la sua formazione scientifica in Europa occidentale. Nel 1862 ottenne una cattedra all'Accademia di San Pietroburgo, dove si dedicò da quel momento in poi ai suoi studi di chimica
Convinto che soltanto uno scienziato padrone della propria disciplina potesse diventare un buon insegnante, Borodin, ai tempi della permanenza in Europa, cercò innanzitutto di imparare nella pratica quei metodi di ricerca chimica dei quali non ebbe occasione di occuparsi in Russia.
A Heidelberg frequentò le lezioni di Bunsen, Erlenmeyer, Helmholtz e Kirchhoff. Visitò numerose fabbriche in Belgio, Paesi Bassi, Germania.
Durante l'inverno del 1860-1861 frequentò il laboratorio di Louis Pasteur all'École Normale ed un gran numero di lezioni di chimica e scienze naturali presso il Collège de France, l'École de Medicine, l'École de Pharmacie, la Sorbonne, il Jardin des Plantes e il Conservatoire national des arts et métiers, con il solo scopo di conoscere il metodo di insegnamento orale dei professori francesi, a suo parere i migliori nel svolgere le lezioni con tanta chiarezza ed eleganza.
Infine, in qualità di membro aggiunto frequentò le sedute della Società Parigina di Chimica presentando tra l'altro i propri lavori, realizzati in Germania.
Nella primavera del 1861, durante le vacanze partì per l'Italia allo scopo di conoscere sul posto i fenomeni vulcanici, il processo di formazione ed estrazione dello zolfo e dell'acido borico. Raccolse, inoltre, una collezione di lave dal Vesuvio e dal Monte Somma ed altri campioni di minerali mancanti nel museo accademico in Russia.
Nell'ottobre dello stesso anno si diresse nuovamente in Italia: collaborò con diversi chimici italiani tra cui Cannizzaro, Piria, Bertagnini, De Luca e Tassinari. Svolse alcuni lavori analitici presso il laboratorio universitario di Pisa che, a suo avviso offriva diversi vantaggi rispetto agli altri laboratori: non era pubblico e di conseguenza non era organizzato in base a criteri commerciali e di calcolo, come lo erano invece quelli germanici. Inoltre, notò che gli scienziati italiani non si erano abituati a quel sistema di "sfruttamento" che riportava la scienza al livello di artigianato.
Significativa fu la scoperta nel laboratorio di una rara riserva di recipienti di platino, che lo indusse ad intraprendere un serio lavoro sulle combinazioni di fluoro, mai affrontato prima per mancanza di mezzi. Si trattava di combinazioni molto interessanti e poco studiate, in quanto il fluoro ha la capacità di entrare in reazione con quasi tutte le sostanze, così da corrodere i recipienti di vetro e porcellana e provocare duplici combinazioni che ostruiscono al massimo la depurazione e l'analisi dei prodotti di fluoro.
Realizzò, inoltre, due lavori originali con il benzile ed il cloroiodoformio i cui risultati vennero pubblicati nell'edizione di maggio 1862 de Il Nuovo Cimento. Tali ricerche portarono alla sintesi dei legami organici di fluoro e fluorobenzile negli annali di chimica della Liebig. Nello stesso anno ottenne una cattedra all'Accademia di San Pietroburgo, dove si dedicò da quel momento in poi ai suoi studi di chimica.
Nell'autunno del 1866, Aleksandr, nel compiere un viaggio nel governatorato di Pskov, esattamente a Chilovo, effettuò delle ricerche sulle acque minerali del luogo: diede così inizio alla fondazione della stazione termale di Chilovo, oggi bene conosciuta. Nel dicembre del 1868 prese parte al primo convegno costituente della Società della Chimica.
Agli inizi degli anni settanta Borodin si occupava intensamente di ricerca chimica: analizzò i prodotti di rassodamento dell'aldeide di valeriana e fece esperimenti fisico-chimici riguardanti, ad esempio i problemi di assorbimento dell'acqua da parte di sostanze con capacità di propagazione ed i problemi di vaporizzazione delle soluzioni acquee.
Nel 1870 fu costretto ad occuparsi dello svolgimento di analisi chimiche su terreni e rocce di montagna per conto del geologo dilettante Duca N.M. Leichtenbergskij; questo lavoro gli fu commissionato per desiderio di Zinin.
Nell'estate del 1872 s'interessò anche degli sviluppi dell'industria chimica occidentale e nello stesso anno scoprì l'addizione di aldolo. Per la chimica organica sono sino ad oggi significative le sue ricerche nel campo della polimerizzazione e della condensazione delle aldeidi. Durante l'inverno 1878-1879 iniziò l'ultimo lavoro scientifico sull'elaborazione di un metodo di laboratorio per la disposizione analitica dell'urea nella medicina. Ulteriori importanti pietre miliari della sua carriera di ricerca sono la carbossilizzazione di Borodin e la reazione di Borodin-Hunsdiecker.

## Opere principali in campo chimico
- Fatti per servire alla storia de' fluoruri in Il Nuovo Cimento, volume XV, pp. 305–314, Pisa, 1862
- Sull'azione dello zincoetile sul cloroiodoformio in Il Nuovo Cimento, volume XV, pp. 316–319, Pisa, 1862
- Rapporto sul progresso della farmacia nel 1861 in Voennomedicinskij Žurnal, 1863-1864
- Derivati della valeraldeide in Trudy Pervogo s'ezda russkich estestvispytateley, Spb, 1868
- Prodotti di condensazione delle aldeidi in Ž. Russ. chim. 1869
- Azione del sodio sull'enantolo in Ž. Russ. chim. 1872
- Azione dell'ammoniaca sul cuminolo in Trudy Chet, Kazan', 1873
- La nitrosoamarina in Ber. 1875
- Nuovo metodo della determinazione dell'azoto nelle urine in Protokoly Obščestva russkich vračej, Spb, 1875-1876
- Metodo per la determinazione dell'urea con le tabelle. Analisi delle urine in Manuale chimico per gli studenti e per i medici, Spb, 1878
- Semplificazione del metodo azotomerico per la determinazione clinica dell'urea e dell'azoto, nell'applicazione per la determinazione delle metamorfosi nelle sostanze azotate in un organismo, dal punto di vista contemporaneo in Voenno-Medicinskij žurnal, Spb, 1886

## Attività artistica
Borodin è stato da taluni definito il più originale fra i compositori russi del suo periodo. In effetti egli divenne famoso a livello mondiale non tanto come scienziato, quanto come musicista. Possedeva il dono di esprimere sentimenti ed emozioni con una sola frase musicale. In ogni sua composizione è presente una profondità espressiva unita ad una grande linearità melodica. Nonostante il poco tempo che poté dedicare alla musica, ha lasciato numerose composizioni. Come riuscisse a trovare tempo per la musica, oltre al suo lavoro all'accademia che gli serviva per vivere, resta un mistero. Nel 1864 incontrò Milij Alekseevič Balakirev e tramite lui conobbe César Cui, Nikolaj Rimskij-Korsakov e rivide Musorgskij che aveva incontrato anni prima. In questo modo divenne l'ultimo membro del Gruppo dei Cinque nazionalista russo, il cui stile musicale epico e romantico può essere paragonato a quello di Richard Wagner. Nel 1869 venne eseguita pubblicamente la prima sinfonia di Borodin, diretta da Balakirev. Nello stesso anno Borodin iniziò il suo lavoro alla sua opera eroica Il principe Igor', che include le famose Danze polovesiane. Questa opera, che viene considerata il suo lavoro più significativo, restò incompiuta fino alla sua morte, a causa all'immenso carico di lavoro di Borodin come ricercatore scientifico. Il principe Igor' venne in seguito completato ed orchestrato da Aleksandr Glazunov e Nikolaj Rimskij-Korsakov. Parimenti incompiuta restò la terza sinfonia, a cui Glazunov contribuì orchestrandola. La "prima" della sua seconda sinfonia fu inizialmente un fiasco, ma quando Franz Liszt nel 1880 ne organizzò una seconda esecuzione in Germania, Borodin acquistò una certa fama anche al di fuori della Russia.
Borodin stesso considerava la sua musica "un passatempo, un riposo dalle occupazioni più serie", come egli definiva ovviamente il suo lavoro di scienziato; non a caso molti studiosi lo hanno definito come "il compositore della domenica", anche se in realtà egli continuava a pensare alla musica e a idearla anche quando si occupava di altre cose.

### Arrangiamenti postumi nel musical
Nel 1953 Robert Wright e George Forrest elaborarono musiche di Borodin (per lo più dall'opera Il principe Igor') per il musical Kismet, rappresentato per la prima volta a Broadway nel 1953. Il musical ottenne un tale successo internazionale che nel 1954 fu assegnato a Borodin un Tony Award postumo. La canzone Stranger in Paradise (adattata dal tema più celebre delle Danze polovesiane de Il principe Igor') venne portata da Tony Bennett, Four Aces e Bing Crosby al successo internazionale.

## Riconoscimenti
Gli è stato dedicato un asteroide, 6780 Borodin.